# Dean Mothé
Dean Mothé (ur. 1 sierpnia 2000) – seszelski piłkarz grający na pozycji pomocnika. Jest wychowankiem klubu St Louis Suns United FC.

## Kariera klubowa
Swoją karierę piłkarską Mothé rozpoczął w klubie St Louis Suns United FC. W 2019 roku zadebiutował w nim w pierwszej lidze seszelskiej.

## Kariera reprezentacyjna
W reprezentacji Seszeli Mothé zadebiutował 5 września 2019 roku w przegranym 0:3 meczu eliminacji do MŚ 2022 z Rwandą.